# Patkós András
Patkós András (Budapest, 1947. május 12. –) magyar fizikus, egyetemi tanár, a Magyar Tudományos Akadémia rendes tagja. A részecskefizika, statisztikus fizika és a kozmológia neves kutatója.

## Életpályája
1965-ben érettségizett a budapesti Radnóti Miklós Gyakorlógimnáziumban, majd felvették az ELTE Természettudományi Karának (ELTE-TTK) fizika szakára, ahol 1970-ben szerzett fizikus diplomát. 1973-ban védte meg egyetemi doktori disszertációját. Témavezetője Montvay István volt.
Diplomájának megszerzése után az egyetem atomfizikai tanszékén kezdett el oktatni, először ösztöndíjasként, majd adjunktusként. 1980-tól egyetemi docensként dolgozott. 1989-ben vette át egyetemi tanári kinevezését. 1989 és 1992 között az ELTE Fizika Tanszékcsoportjának vezetője volt. 1998-ban a tanszék megbízott vezetője lett, ilyen minőségben dolgozott 2003-ig, majd az ELTE és az MTA közös Statisztikus Fizikai Kutatócsoportját vezette 2006-ig. 2007-ben ismét tanszékvezető lett. 2017-ben emeritálták.
2000 és 2003 között Széchenyi professzori ösztöndíjas volt. 2005 és 2007 között az ELTE Bolyai Szakkollégiumát igazgatta. Ebben az időszakban az Eötvös Loránd Fizikai Társulat elnöke is volt (előtte 2003-tól a társulat alelnökeként dolgozott). 1987-ben lett a Természet Világa című szakfolyóirat szerkesztőbizottsági tagja. 1996 és 1998 között a Művelődési és Közoktatási Minisztérium tudományos főosztályvezetője volt.
Több neves külföldi kutatólabor és intézmény vendégprofesszora is volt: CERN (Genf, 1984, 1989–1990, 1995), Niels Bohr Intézet (Koppenhága, 1981–1982), Fermi Laboratórium.
1977-ben védte meg a fizikai tudományok kandidátusi, 1987-ben akadémiai doktori értekezését. Az MTA Részecskefizikai, valamint a Statisztikus Fizikai Bizottságnak lett tagja. 2001-ben a Magyar Tudományos Akadémia levelező, 2007-ben pedig rendes tagjává választották. A Könyv- és Folyóiratkiadó Bizottságban is dolgozik.

## Munkássága
Kutatási területe a statisztikus fizika, a kozmológia, valamint a részecskefizika. Szűkebben véve az elméleti részecskefizika, a kvantumtérelmélet (és alapállapotának tulajdonságai), az egyensúlyi fázisátalakulások, valamint a Forró Univerzum kialakulása és a kvantumterek egyensúlytól távoli dinamikája.
Sikerült levezetést adnia a kvarkbezárás hatékony (effektív) dielektromos elméletének kvantum-színdinamikai származtatására. Sikerült kiszámolnia a szabad gluon és a gluonlabda fázisok közötti felületi feszültséget. A Higgs-hatásnak, a részecskefizika standard modelljében fellépő hatásnak megállapította a fázisdiagramját az úgynevezett Higgs-részecske tömege függvényében. Patkós vezette be az „árnyékolt perturbációszámítás” módszerét, amely a kvantumtérelméletek termodinamikai potenciáljainak kiszámítására szolgál.
Több mint százhúsz tudományos publikáció szerzője vagy társszerzője.

## Családja
Nős, felesége Klug Annamária vegyész, PhD. Házasságukból két fiúgyermeke született (Tamás informatikus és Balázs matematikus).

## Díjai, elismerései
- Novobátzky Károly-díj (1978, 1987)
- MTA Fizikai Díj (1990)
- Akadémiai Díj (1992)
- Az Eötvös Loránd Fizikai Társulat Érme (2010)
- Az Év Ismeretterjesztő Tudósa díj (2013)
- Nevét a 348407 Patkósandrás kisbolygó őrzi ezentúl.

## Főbb művei
- Effective Dielectric Theory from QCD (H. B. Nielsennel, 1982)
- Conformal Structures in an Altered Ising-model (M. Henkellel, 1987)
- Kvantumtérelmélet téridő rácson; Tankönyvkiadó, Budapest, 1988
- A Hierarchy of Effective Field Theories of Hot Electroweak Matter (társszerző, 1994)
- Screened Perturbation Theory (társszerző, 1997)
- Sugárzás és részecskék (Polónyi Jánossal, 2000)
- A vákuum változatossága. Székfoglaló előadások a Magyar Tudományos Akadémián (2001)
- Inflációs kozmológia (Frei Zsolttal, 2005)
- Bevezetés a kvantumfizikába. 6 előadás Feynman modorában; Typotex, Budapest, 2012 (Elméleti fizika)
- A részecskefizika rejtőzködő szimmetriái. Székfoglaló előadások a Magyar Tudományos Akadémián (2015)
- Az elbűvölt fizikus. Írások; Typotex, Budapest, 2015
- Céltudatos bolyongásaim. Történetek a fizika labirintusaiból; Typotex, Budapest, 2023